# Dorfkapelle Sergen

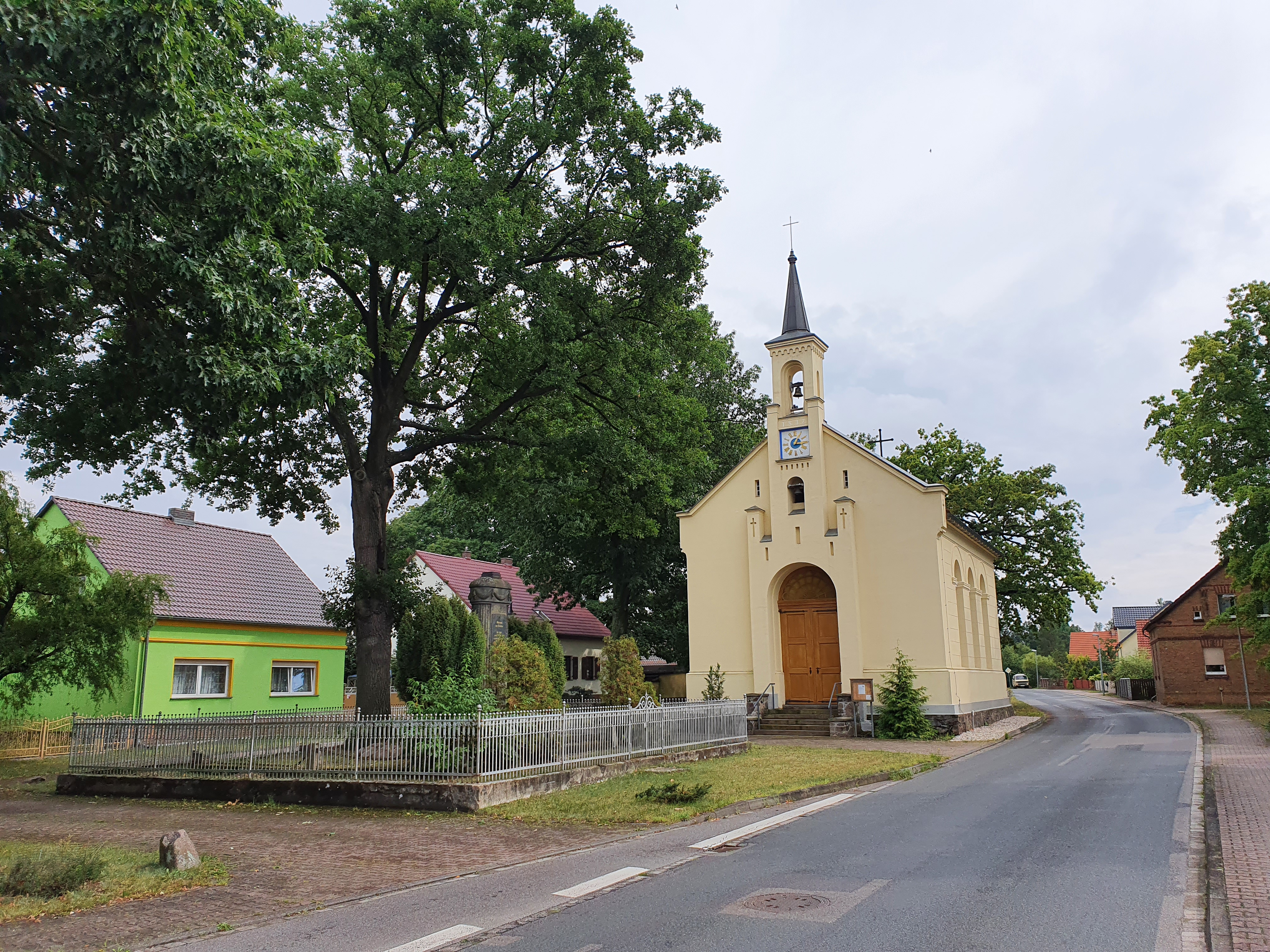
Kapelle Sergen mit Gefallenendenkmal (2020)

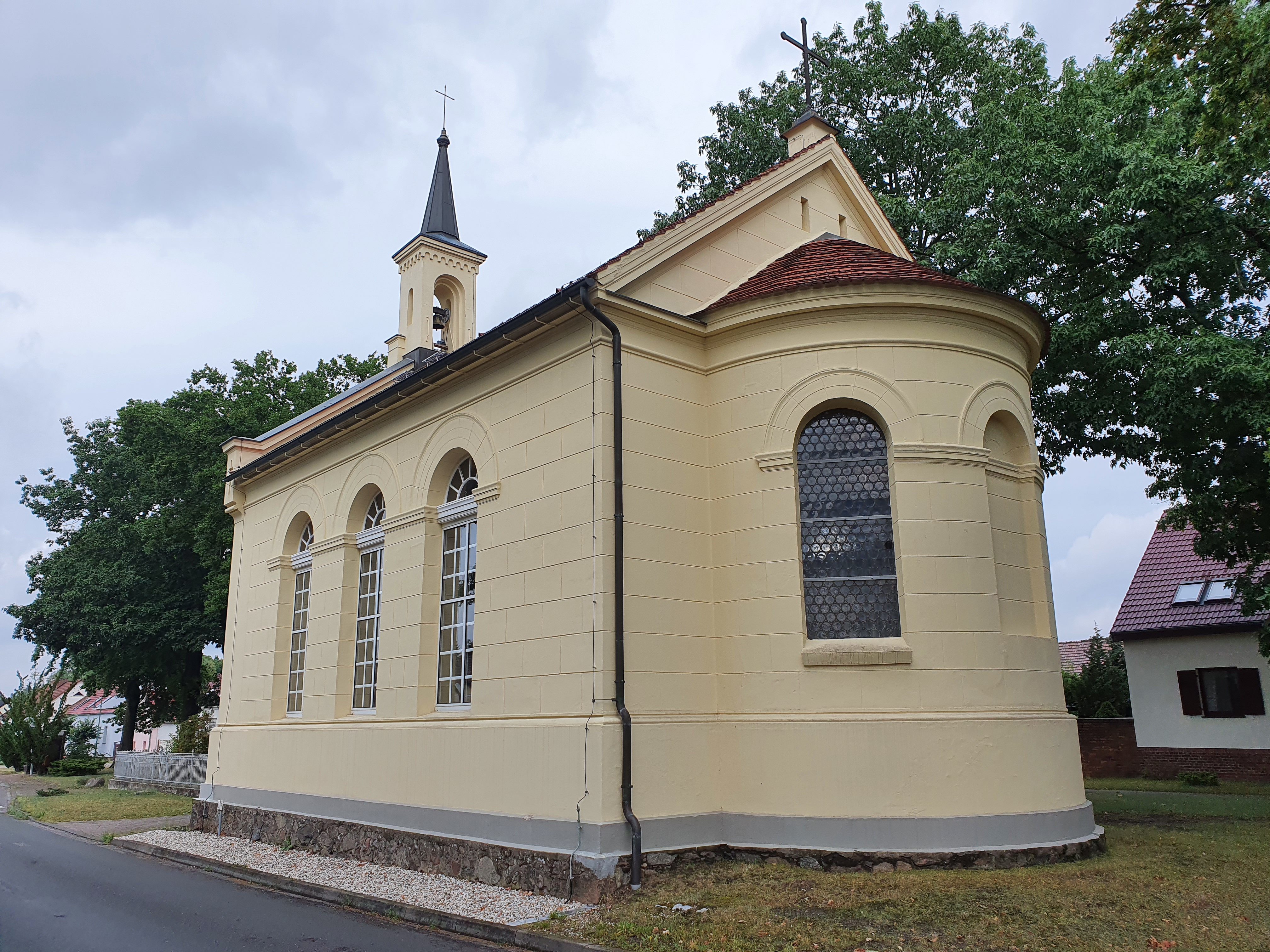
Ansicht von Südwesten auf die Apsis (2020)

Die Dorfkapelle Sergen ist ein kleiner Kirchenbau im Ortsteil Sergen der Gemeinde Neuhausen/Spree im Landkreis Spree-Neiße in Brandenburg. Die Kapelle und das nördlich davon stehende Kriegerdenkmal sind eingetragene Baudenkmale in der Denkmalliste des Landes Brandenburg.

## Geschichte und Architektur
Die Kapelle steht im südlichen Teil von Sergen auf einem kleinen Anger an der in Nord-Süd-Richtung durch den Ort verlaufenden Dr.-Sauer-Straße (Landesstraße 48). Sie wurde im Jahr 1837 als Patronatskirche für die von Schöningsche Stiftung, zu deren Besitzungen Sergen damals gehörte, errichtet und ersetzt einen baufällig gewordenen Vorgängerbau. Die Innendecke der Kapelle wurde in den 1920er-Jahren mit einer Bemalung verziert. Im Jahr 1992 wurde die Kapelle saniert, eine weitere umfassende Restaurierung des Gebäudes erfolgte zwischen 2007 und 2016. Die Sanierungskosten von rund 125.000 Euro wurden aus Spendengeldern über einen für die Sanierung gegründeten Förderverein übernommen.
Das Bauwerk ist ein Saalbau im Stil der Berliner Rundbogenarchitektur mit jeweils drei großen Rundbogenfenstern an den Langseiten. Im Süden wird die Kapelle durch eine eingezogene halbkreisförmige Apsis abgeschlossen. Von den dortigen Fensteröffnungen ist die Mittlere vermauert. An der Nordseite befindet sich ein großes rundbogiges Eingangsportal mit einer davor liegenden Freitreppe, darüber eine kleine Öffnung mit Glocke und einer Turmuhr. Der nördliche Teil des Satteldachs ist mit einem Dachreiter mit achtseitigem Knickhelm bekrönt. In der Öffnung des Dachreiters befindet sich eine weitere Glocke. Die Fassade der Kapelle ist mit Quaderputz gegliedert, die Ausrundungen der Fenster werden durch Gesims hervorgehoben.
Im Innenraum hat die Kapelle eine flache bemalte Decke und eine Empore über dem nördlichen Eingang. Der Altar und die hölzerne Kanzel stammen aus der Bauzeit, der Altar hat ein Gemälde der Kreuztragung Christi im Hauptfeld. Zudem ist in der Kapelle ein Taufengel aus dem 18. Jahrhundert vorhanden, der 2006 auf dem Dachboden der Kapelle gefunden und zwischen 2009 und 2010 restauriert wurde. In der Südwand ist eine Grabplatte für den Amtshauptmann zu Cottbus und Peitz und Ritter des Johanniterordens Friedrich Wilhelm von Pannwitz (gest. 1731) eingelassen. Auf der Empore der Kapelle steht eine Orgel, die 1889 von Wilhelm Sauer gebaut wurde. Das Instrument hat eine pneumatische Kegellade und verfügt über vier Register.

## Gefallenendenkmal

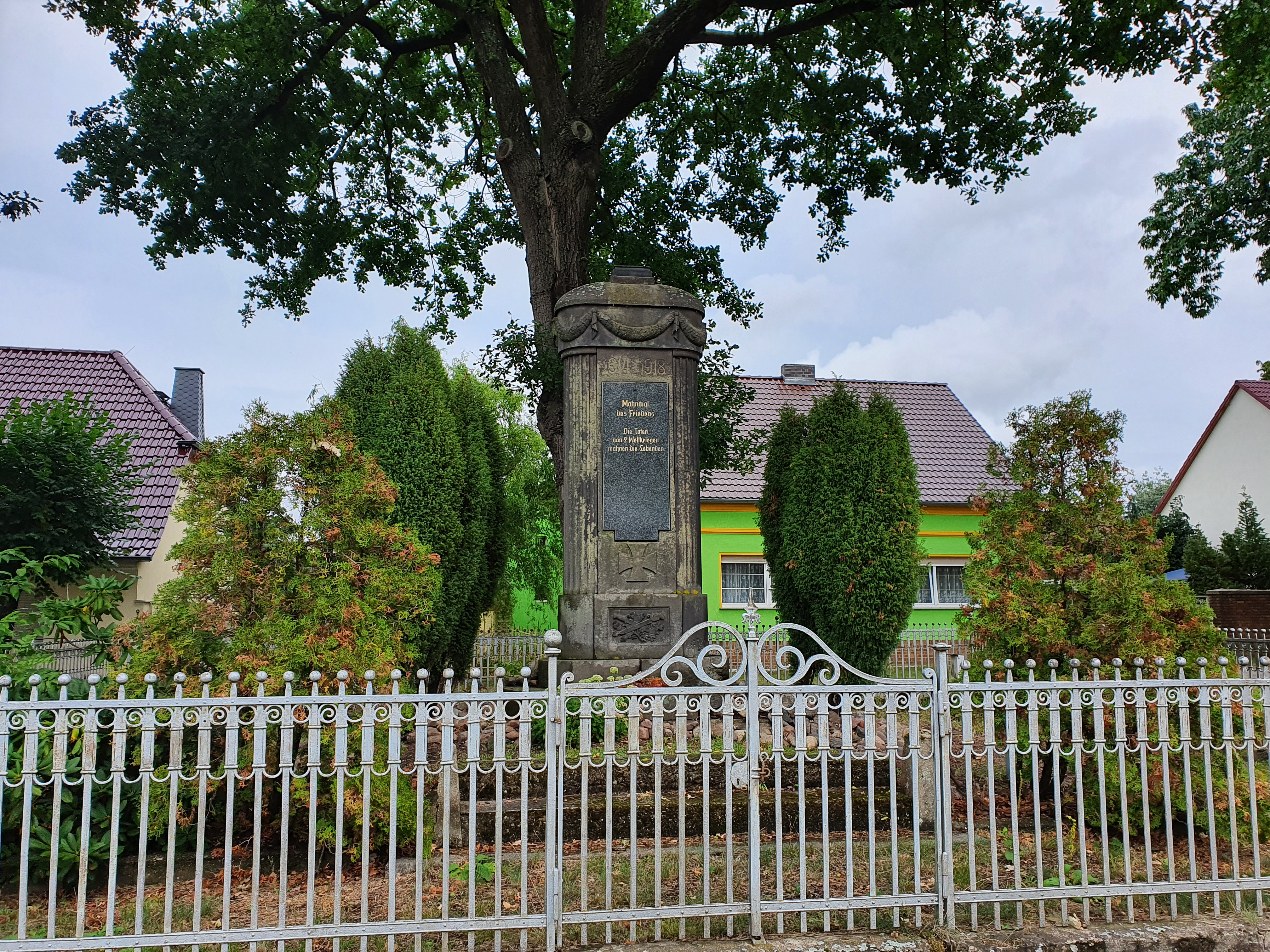
Gefallenendenkmal vor der Kapelle (2020)

Unmittelbar nördlich der Sergener Kapelle steht ein Kriegerdenkmal zu Gedenken an die aus Sergen stammenden Gefallenen des Ersten Weltkrieges. Es wurde im Jahr 1921 aufgestellt und ist von einer Einfriedung aus Schmiedeeisen umgeben. Auf der westlichen Seite wurde später eine Inschriftplatte mit der Gravur „Mahnmal des Friedens / Die Toten von 2 Weltkriegen / mahnen die Lebenden“ angebracht.